# Raimerhei
Raimerhei (Raimer Hei, Raimerhai, Rainerhai) ist ein osttimoresischer Ort und Suco im Verwaltungsamt Ermera (Gemeinde Ermera).

## Der Ort
Der Ort Raimerhei liegt im Nordosten des Sucos, auf einer Meereshöhe von 1393 m. Hier befindet sich die Grundschule des Sucos, die Escola Primaria No. 201 Raimerhei.

## Der Suco
In Raimerhei leben 2.159 Einwohner (2022), davon sind 1.065 Männer und 1.094 Frauen. Im Suco gibt es 391 Haushalte. Fast 75 % der Einwohner geben Tetum Prasa als ihre Muttersprache an. Fast 24 % sprechen Mambai, kleine Minderheiten Habun oder Tetum Terik.
Vor der Gebietsreform 2015 hatte Raimerhei eine Fläche von 8,10 km². Nun sind es 7,70 km². Der Suco liegt im Süden des Verwaltungsamts Ermera. Nördlich liegt der Suco Estado. Im Südosten grenzt Raimerhei an das Verwaltungsamt Letefoho mit seinen Sucos Haupu und Hatugau und im Südwesten an das Verwaltungsamt Hatulia mit seinem Suco Coilate-Letelo. Die Grenze zu Hatulia wird vom Fluss Meipu gebildet. Er mündet in den Caraulun, der der Grenze zu Letefoho folgt, einem Nebenfluss des Lóis.
Größere Straßen fehlen im Suco. Die meisten Orte liegen nah dem Caraulun. Dies sind von Nord nach Süd Namto, Raimerhei, Pugarema und Leborema. Im äußersten Nordwesten von Raimerhei liegt das Dorf Aiceo (Aiceu).
Im Suco befinden sich die sechs Aldeias Lohmo, Mate Resto, Moris Foun, Nazare, Raimaran und Timlele Buras.

## Geschichte
Viele Einwohner des Sucos starben zwischen 1975 und 1980 aufgrund der indonesischen Besetzung. Als im März 1976 die indonesische Armee Raimerhei erreichte, flohen 27 Familien aus Aiceo in die Berge. 230 Angehörige kamen bis 1980 ums Leben. 11 Tote gab es im Jahr 1975, 51 Tote 1976, 74 Tote 1977, 54 Tote 1978, 30 Tote 1979 und 10 Tote 1980. Drei Personen starben durch Bombardierungen, 14 erlagen ihren Verletzungen, 15 verschwanden, vier starben an Entkräftung, 181 an Krankheiten und Hunger, eine Person wurde durch die indonesische Armee erschossen. Zwölf Opfer konnten nicht beerdigt werden.

## Politik
Bei den Wahlen von 2004/2005 wurde Napolião Soares Maia zum Chefe de Suco gewählt. Bei den Wahlen 2009 gewann Afonso Soares Lemos und wurde 2016 in seinem Amt bestätigt.